# Riserva della biosfera del bacino dell'Uvs Nuur
La riserva della biosfera del bacino dell'Uvs Nuur (in russo заповедник «Убсунурская котловина»?, zapovednik «Ubsunurskaja kotlovina») è una riserva naturale della Russia situata lungo il confine mongolo nella repubblica di Tuva. È costituita da nove settori separati l'uno dall'altro. Sette si trovano lungo il confine mongolo e tre lungo il confine con la repubblica dell'Altaj. La riserva venne istituita il 24 gennaio 1993 e dichiarata riserva della biosfera dall'UNESCO nel 1997.

## Geografia
La riserva naturale si trova sul lato russo del bacino del lago Uvs Nuur (Ubsu-Nur in russo), formante una depressione. Essa è suddivisa in nove settori:
- Kara-Chol': 122.451 ha;
- Chan-Dėėr: 112.917,4 ha (51°39′N 90°00′E);
- Oruku-Šinaa: 28.750 ha;
- Ular: 18.000 ha (50°18′N 92°20′E);
- Mongun-Tajga: 15.890 ha (50°45′N 94°23′E);
- Aryskannyg: 15.000 ha (50°08′N 94°25′E);
- Cugėėr-Ėls: 4900 ha (49°45′N 94°45′E);
- Ubsu-Nur: 4490 ha (48°15′N 90°40′E);
- Jamaalyg: 800 ha.

## Storia
Nel 1995 il bacino dell'Uvs Nuur venne inserito tra i siti patrimonio dell'umanità della Russia (il primo era stato la foresta vergine di Komi) in quanto area non intaccata dall'uomo e una delle linee spartiacque più importanti dell'Asia centrale. In esso si trovano quasi quarantamila kurgan non ancora stati scavati, così come numerosi altri siti archeologici testimoni del nomadismo degli Sciti, dei popoli altaici e degli Unni. Il territorio interessato comprende 75.000 km² di steppa, di steppa boschiva e di foreste. La domanda di inserimento venne presentata in concomitanza dalla repubblica di Tuva e dalla repubblica di Mongolia.
La riserva naturale ricevette lo status di riserva della biosfera dell'UNESCO, con il nome di Ubsunurskaja kotlovina, nel 1997, come primo passo verso la protezione delle foreste di pino siberiano e di peccio siberiano. Essa si estende su una superficie di 10.688,535 km² e comprende una vasta gamma di ambienti, dai ghiacciai alle foreste, ai deserti di dune, alle steppe semi-aride, ad immense zone ricoperte da taiga e tundra alpina, agli alpeggi.

## Fauna
Gli uccelli sono rappresentati da 359 specie e i mammiferi da circa 80 specie. Quelle maggiormente degne di nota sono le forme che vivono nelle montagne, nella tundra e nella taiga. Vivono qui il raro leopardo delle nevi, la lince, il ghiottone, il cervo nobile e il tetraogallo dell'Altai. Tra le specie diffuse nella steppa ricordiamo in particolare la calandra di Mongolia, l'otarda eurasiatica, la damigella di Numidia, il citello dalla coda lunga e il gerbillo del Mezzogiorno. Qui è possibile trovare specie scomparse altrove, che figurano sul libro rosso russo delle specie in pericolo.

## Patrimonio mondiale
Sette settori della riserva sono stati inseriti nel 2003 nel sito patrimonio dell'umanità del bacino dell'Uvs Nuur (Russia-Mongolia), istituito nel 1995.